# Karsten Johannessen
Karsten Johannessen (Stavanger, 17 gennaio 1920 – 2 febbraio 1997) è stato un calciatore norvegese, di ruolo difensore.

## Carriera

### Club
Johannessen giocò con la maglia del Viking.

### Nazionale
Conta una presenza per la Norvegia. Il 5 ottobre 1947, infatti, fu schierato in campo nella sfida persa per 4-1 contro la Svezia.